# Vaux-le-Pénil
Vaux-le-Pénil är en kommun i departementet Seine-et-Marne i regionen Île-de-France i norra Frankrike. Kommunen ligger i kantonen Melun-Nord som tillhör arrondissementet Melun. År 2022 hade Vaux-le-Pénil 11 378 invånare.

## Befolkningsutveckling
Antalet invånare i kommunen Vaux-le-Pénil
| Referens: INSEE |